# San Vicente de Caguán
San Vicente de Caguán é um município da Colômbia, localizado no departamento de Caquetá.

## História
Durante o Processo de Paz da Colômbia (1998-2000), San Vicente de Caguán foi o centro de El Caguán. Dois dias depois de finalizada a concessão outorgada às FARC por parte do presidente Andrés Pastrana, na zona rural foi sequestrada a política Íngrid Betancourt.